# Ostrý Grúň
Ostrý Grúň (hongrois : Élesmart) est un village de Slovaquie situé dans la région de Banská Bystrica.

## Histoire
Première mention écrite du village en 1951.

## Démographie

### Évolution de la population
| Année:               | 1994. | 2004. | 2014.    | 2024.    |
| -------------------- | ----- | ----- | -------- | -------- |
| Nombre de personnes: | 590   | 590   | 483      | 546      |
| Différence:          |       | +0 %  | -18,13 % | +13,04 % |

| Année:               | 2023. | 2024.   |
| -------------------- | ----- | ------- |
| Nombre de personnes: | 545   | 546     |
| Différence:          |       | +0,18 % |